# Bléré
Bléré – miejscowość i gmina we Francji, w Regionie Centralnym, w departamencie Indre i Loara.
Według danych na rok 1990 gminę zamieszkiwało 4388 osób, a gęstość zaludnienia wynosiła 142 osoby/km² (wśród 1842 gmin Regionu Centralnego Bléré plasuje się na 76. miejscu pod względem liczby ludności, natomiast pod względem powierzchni na miejscu 330.).